# Chris Erskine
Chris Erskine (* 8. Februar 1987 in Rutherglen, Glasgow) ist ein schottischer Fußballspieler, der beim schottischen Fünftligisten FC East Kilbride unter Vertrag steht.

## Karriere

### Im Verein
Chris Erskine der 1987 in Rutherglen einem Stadtteil von Glasgow geboren wurde, spielte in seiner Jugend beim FC Kilbirnie Ladeside aus Kilbirnie. Im Sommer 2013 wechselte der 20-jährige Mittelfeldspieler zum damaligen schottischen Zweitligisten Partick Thistle. Für den schottischen Traditionsverein aus Glasgow sollte er in den nächsten vier Spielzeiten 137 Ligaspiele absolvieren und 26 Treffer erzielen. In der Saison 2012/13 stieg er mit der Mannschaft in die Scottish Premiership auf. Noch vor Beginn der neuen Saison wechselte er gemeinsam mit Teammanager Jackie McNamara und Mitspieler Paul Paton zum Ligarivalen Dundee United.
Dem neuen Verein verhalf Erskine gleich in der ersten Saison das Schottische Pokalfinale zu erreichen. Dieses wurde gegen den FC St. Johnstone verloren. Chris Erskine spielte während des Pokalfinals allerdings auf Leihbasis bei Thistle die ihn von Januar bis Juni 2014 ausgeliehen hatten. In der darauf folgenden Saison kam er mit United in das Finale des Ligapokals das gegen Celtic Glasgow mit 0:2 verloren wurde. Er wurde dabei in der 62. Spielminute für Paul Paton eingewechselt.

## Erfolge
- Scottish Football League First Division: 2012/13